# Francesca Reale
Francesca Luisa Reale, née le 23 août 1994 à Los Angeles (Californie), est une actrice américaine notamment connue pour ses rôles dans les séries Netflix, Haters Back Offet Stranger Things.

## Filmographie

### Cinéma

#### Longs métrages
- 2019 : Yes, God, Yes : Laura
- 2021 : Dating and New York : Wendy Brincley
- 2022 : Si tu me venges... : Ariana
- 2023 : Parachute : Casey
- À venir : Do Not Enter : Cora

#### Longs métrages d'animation
- 2022 : Entergalactic de Fletcher Moules : Sydnie (voix)
- 2022 : Avalonia : L'Étrange Voyage : Azimuth (voix)

### Télévision

#### Séries télévisées
- 2016 : Blue Bloods : Gabriella Morretti[3]
- 2016–2017 : Haters Back Off : Emily (16 épisodes)
- 2019 : Stranger Things : Heather Holloway (6 épisodes)
- 2020 : Wireless : Dana Harris (7 épisodes)
- 2024 : The Venery of Samantha Bird : Ellie Bird (6 épisodes)

#### Téléfilms
- 2016 : Paradise by the Dashboard Light : Naomi & Naomi D